# Целишчак, Ведран
Ве́дран Це́лишчак (хорв. Vedran Celiščak; 16 июля 1982, Копривница, СФРЮ) — хорватский футболист, полузащитник клуба «Кроатия Грабовница». Выступал за молодёжную сборную Хорватии до 21 года.

## Карьера
Свою карьеру начал в Хорватии. В 2002 году переехал играть в Россию и заключил контракт с «Торпедо-Металлургом», но в основном составе команды Целишчаку закрепиться не удалось — в российской Премьер-Лиге он провел только 2 матча. В 2004 году Целишчак был отдан в аренду клубу Первого дивизиона «Орёл». За него игрок провел 4 матча. Затем Целишчак вернулся на родину и выступал за ряд хорватских клубов, а также за китайский «Далянь Шидэ». С 2011 года футболист перешел в ФК «Загреб». В конце декабря того же года президент «Загреба» Дражен Медич заявил футболисту, что клуб больше не нуждается в его услугах и намерен расторгнуть с ним контракт. Однако Целишчак отказался покидать команду. В ответ на это Медич избил футболиста и оскорбил его родителей. В результате побоев Целишчак был доставлен в больницу с повреждениями рук, лица и ушей.
Выступал за юношеские сборные Хорватии до 17 и до 19 лет, а также за молодёжную сборную до 21 года.